# Classe inversée
La classe inversée (en anglais : « flipped classroom ») est une approche pédagogique qui inverse la nature des activités d'apprentissage en classe et à la maison. Les rôles traditionnels d'apprentissage sont modifiés selon l'expression « les cours à la maison et les devoirs en classe »,.
Autrement dit, les apprenants doivent impérativement étudier leurs cours chez eux, pour que les activités en classe deviennent plus concrètes pour eux. Durant les heures d' « apprentissages », ces derniers ne feront que des exercices d’applications et de découvertes. Ce n'est plus l'enseignant qui apporte des connaissances d’un nouveau chapitre, mais il aidera l’élève pour la compréhension des notions importantes et aura plus de temps pour suivre l’apprenant au cas par cas. L'enseignant jouera donc le rôle de guide dans les apprentissages de l'apprenant.
Dans les années 2020, il est impossible de porter un jugement général quant au bénéfice d'un tel dispositif, les résultats d'observations étant très fluctuants en fonction des catégories sociales des apprenants, de leurs  niveaux scolaires initiaux et des disciplines enseignées. Certaines études relativisent l'impact et les bénéfices de l'inversion du cours, qui seraient le fruit de la pédagogie active qui accompagne la classe inversée. (cf. infra)

## Principe

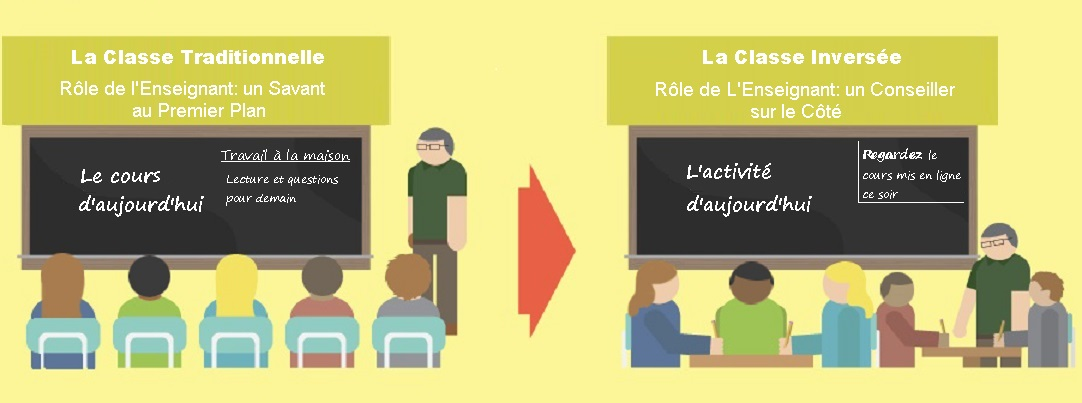
Différences entre classe traditionnelle (à gauche) et classe inversée (à droite)

Le modèle traditionnel d'enseignement repose sur des cours magistraux, au cours desquels l'enseignant explique un sujet, suivis par les devoirs à la maison, à l'occasion desquels l'élève effectue des exercices.
Dans la classe inversée, deux étapes se succèdent :
1. l'élève apprend son cours chez lui et peut le faire sous différentes formes :
  - étudier son manuel ou des documents polycopiés ;
  - visionner vidéos, des balados (podcast) ;
  - utiliser diverses applications numériques ;
  - procéder à des lectures proposées par l'enseignant (ou partagées par d'autres enseignants).
2. En classe, l'élève tente alors d'appliquer les connaissances ainsi acquises à travers la résolution d’exercices proposés par l’enseignant. Dans ces conditions, l’attention n’est plus centrée sur l’enseignant mais sur les élèves qui pourront :
  - interagir ;
  - s’aider mutuellement ;
  - permettre à l’enseignant de se focaliser davantage sur les élèves en difficulté.

Le rôle de l'enseignant est alors d'accompagner l'élève dans l'élaboration de tâches complexes. Le temps dégagé en classe peut être utilisé pour d'autres activités fondées sur l'apprentissage, notamment la pédagogie différenciée et l'apprentissage par projet, mais il permet aussi à l'enseignant d'organiser des activités et des projets de groupes qui vont permettre aux élèves de communiquer. Ainsi avec l'aide de l'enseignant, l'élève se fera une image plus concrète des connaissances qu'il a commencé à acquérir par lui-même.

## Histoire
Bien que des travaux récents tels que ceux de Eric Mazur en 1997 puis d'autres, remettent cette notion en avant, elle n'a rien de neuf. Depuis le XVIIIe siècle, certains professeurs, notamment de littérature et de philosophie mais aussi dans toutes les disciplines, font préparer des sujets aux étudiants, chez eux, avant le travail en groupe. Souvent sur base de lectures recommandées, assorties de questions, mais parfois aussi en toute liberté. De la même manière, ceci se pratique à tous les niveaux d'apprentissage, depuis la maternelle où l'enseignant demande aux enfants de réfléchir chez eux, peut-être avec leurs parents et amis, à telle ou telle question, ou de préparer du matériel à apporter en classe et à discuter, jusqu'à l'université ou aux séminaires professionnels durant lesquels sont discutés les cas apportés par les participants. On en retrouve explicitement des éléments dans la méthode de Joseph Jacotot de la fin du XVIIIe siècle[réf. nécessaire].

## Le parallèle avec une classe «traditionnelle»
Selon Eric Mazur, professeur de physique à Harvard, contrairement à une classe « traditionnelle », les enseignants ne dépensent pas leur énergie dans la première étape : les élèves peuvent la franchir par eux-mêmes. Au XXIe siècle, l'accès à l'information est devenu très facile, en particulier grâce à sa disponibilité sur Internet ou sur des logiciels spécifiques.
La classe inversée amène plus d’activités ludiques. L’enseignant peut s’accorder plus de temps lors de manipulation en classe, afin de guider les élèves, et de les assister au moment de l'assimilation de l'information et de la création de nouvelles idées (extrémité supérieure de la taxonomie de Bloom).
Cette méthode permet en classe, plus fréquemment, le travail en groupes d'élèves pour résoudre des problèmes.
« Rien ne clarifie davantage les idées que le fait d'avoir à les expliquer aux autres » souligne Eric Mazur dans un ouvrage de 1997 intitulé Peer Instruction. « En classe, je mise sur l'interaction. Je pose des questions et les étudiants doivent en discuter avec leur collègue assis à côté, tenter de le convaincre (…) ».

## Mise en place et historique
Traditionnellement, l'enseignement se déroule en deux étapes. Tout d'abord, il y a le transfert d'informations : les enseignants communiquent le savoir. Ensuite, les étudiants assimilent le savoir et doivent être capables de l'utiliser dans les exercices. L'un des problèmes que pose ce modèle d'enseignement est qu'il donne le rôle actif à l'enseignant et le rôle passif à l'élève. Plus l'enseignant est actif, moins les élèves se sentent impliqués dans le processus. La classe inversée vise à inverser les étapes, afin de donner le rôle actif aux élèves.
Les premières expériences ont été conduites par Eric Mazur dès les années 1990.
Très pratiquée aux États-Unis et au Canada, la classe inversée se développe en France au travers de quelques expérimentations.
Jonathan Bergmann est lui aussi un des initiateurs de cette méthode avec son collègue Aaron Sams : ensemble, ils ont également contribué à ce qu'ils appellent « la classe retournée. » Ces deux professeurs ont remarqué que, grâce à cette méthode, les notes de leurs élèves augmentaient. En effet, le temps de cours n'est plus consacré à la mise en place de nouvelles notions mais à la mise en pratique de celles-ci. L'objectif ici est de se demander : « qu'est ce qui convient le mieux à mes élèves ? »
La méthode s’est aussi répandue en Allemagne sous le nom de « Offener Unterricht ». Plusieurs livres et articles ont été publiés à ce propos. Celui qui a le plus contribué à la diffusion de cette méthode est le professeur et pédagogue allemand Falko Peschel (de).
Les principes méthodiques fondamentaux de la classe inversée sont, selon Peschel, des apprentissages à travers la découverte, la résolution des problèmes par soi-même, des activités orientées : en somme, cela encourage plus d’autonomie chez l’apprenant. Concrètement, cette méthode d’enseignement obéit à ces principes :
- l’organisation de son temps de travail ;
- avec des objectifs de travail hebdomadaires ;
- des travaux pratiques ;
- un projet d’enseignement.

Falko Peschel a réussi à formuler une définition fondamentale de la classe inversée reconnue. Il en ressort donc plusieurs dimensions selon lui (F. PESCHEL 2006)[source insuffisante] :
- une ouverture au niveau organisationnel : règlement des conditions générales (le lieu, le temps…) ;
- une ouverture méthodique : un dispositif d’apprentissage qui met l’élève en avant ;
- une ouverture sur les contenus : élaboration des programmes dans un plan d’enseignement plus ouvert ;
- une ouverture sociale : définition des objectifs comme la gestion des classes, l’ensemble des cours, un plan d’enseignement à long terme, les rapports sociaux, les conditions de travail, l’élaboration des règles… ;
- une ouverture personnelle : rapport entre professeur-élève ou élève-élève.

Le modèle originel de la classe inversée que l'on pourrait résumer très schématiquement par "les leçons à la maison, les devoirs en classe" a connu de nombreuses adaptations, particulièrement en francophonie, en mettant l'accent davantage sur les activités d'apprentissage en présence que sur l'externalisation des contenus via des vidéos notamment. Marie Soulié, autrice du livre Enseigner en classe inversée paru en 2022 précise que l’inversion, dans son approche,  se situe au niveau des tâches . Les tâches simples étant réservées en dehors de la présence de l’enseignant alors que les tâches complexes ne se font qu’en classe. Elle définit ses capsules comme des mises en bouche qui ne font que donner à voir la notion sans jamais la définir.
Vu la variété des pratiques ainsi induites par l'appropriation du concept par les enseignants, Marcel Lebrun propose de parler "des classes inversées" (au pluriel) en rapprochant les différentes activités d'apprentissage observées dans les pratiques effectives de l'apprentissage expérientiel proposé par David Kolb dans une perspective systémique.

## Recherches sur la classe inversée
De nombreuses recherches ont exploré les avantages et les inconvénients de la classe inversée. 
Deux chercheurs québécois en sciences de l’éducation, Steve Bissonnette et Clermont Gauthier, ont réalisé en 2012 une méta-analyse de plus de 250 articles traitant de l’impact de la classe inversée sur l’apprentissage des élèves. Faute de données probantes, les deux chercheurs conseillent en l’état de « plutôt faire la classe à l’endroit qu’à l’envers ».
Vincent Faillet, également chercheur en sciences de l’éducation, a conduit en 2014 une étude sur la classe inversée dans des cours de science d’un lycée parisien. Ses travaux révèlent que « les élèves de bon niveau en sciences dans le système de classe traditionnelle sont globalement moins performants en classe inversée alors que les élèves de niveau plus faible dans la classe traditionnelle sont plus performants dans le système de classe inversée »,. Pour Faillet, « cette inversion de la performance est à rapprocher avec une adaptation des élèves de bon niveau au système traditionnel et une tendance à travailler plus pour les élèves de moins bon niveau lorsqu’ils sont dans un système de classe inversée ». Une telle pénalisation des « bons élèves », bien que souvent observée, ne doit pas occulter les bénéfices qui sont notés pour les élèves plus en difficulté.
Cependant, dans une étude expérimentale de 2015, des chercheurs américains et brésiliens relativisent l’impact de l’inversion du cours. Ces chercheurs ont comparé deux groupes qui suivaient un cours de biologie, le premier en format classe inversée, le second en format plus traditionnel. Aucune différence en termes de résultats ou de motivation n’a pu être relevée entre les deux situations d’apprentissage. Selon ces universitaires, les bénéfices souvent attribués à la classe inversée seraient en réalité le fruit de la pédagogie active qui accompagne la classe inversée. Et il est possible de faire de la pédagogie active sans recourir à la classe inversée.

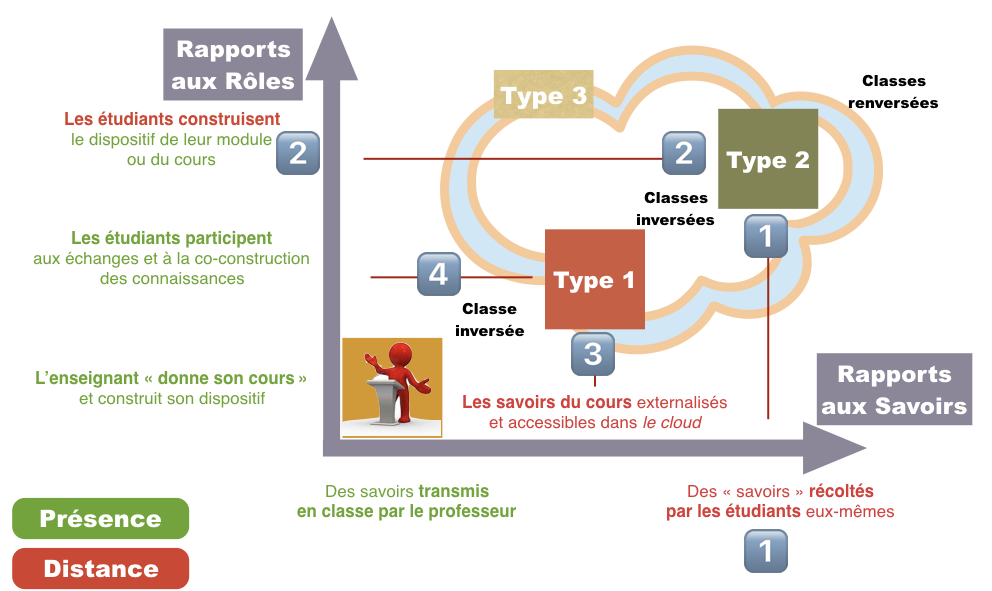
Typologie des classes inversées présentées selon deux dimensions : savoirs et dispositifs (Lebrun et al., 2017)

Considérant les discordances observées dans les recherches sur les effets de "La classe inversée", Marcel Lebrun introduit l'hypothèse que le concept même couvre une large possibilité de pratiques effectives. Il s'agit de montrer comment ce qu'il appelle le Type 1 (Type original de la classe inversée : "les leçons à la maison, les devoirs en classe") s'est transformé selon les pratiques, les disciplines voire la culture pédagogique des enseignants. Il propose dès lors d'étendre le concept de la classe inversée à plusieurs types de classes inversées en donnant une place à la contextualisation par l'exploration autonome des contenus (le Type 2). À la suite de leurs explorations, les apprenants reviennent en classe en présentant et partageant les résultats de leurs recherches. Après une confrontation en mode débat, ils généralisent, par la suite, par une phase de conceptualisation abstraite (le recours aux ressources) et en classe, ils recontextualisent à nouveau par le transfert de connaissances. Dans leur livre, Lebrun et Lecoq associent ce scénario d'activités en mode hybride à l'apprentissage expérientiel (voir le cycle de Kolb). Dans ses travaux de recherche consécutifs, Marcel Lebrun valide cette hypothèse en mettant en évidence plusieurs types de classe inversée (Type 1, Type 2 et une conjonction des deux premiers, le Type 3) et en démontrant les effets différenciés de ces types sur différents facteurs d'apprentissage (activités des élèves, compétences déployées, modalités de différenciation par les enseignants).